# Фадеев, Валерий Александрович
Вале́рий Алекса́ндрович Фаде́ев (род. 10 октября 1960, Ташкент) — российский журналист, телеведущий и общественный деятель.
В журналистском сообществе известен как главный редактор журнала «Эксперт» (1998—2017) и ведущий программ «Первого канала» (2014—2018), в том числе итогового воскресного выпуска программы «Время» (с 4 сентября 2016 по 10 июня 2018 года).
Член Общественной палаты Российской Федерации. С 2019 года — советник президента РФ и председатель Совета при президенте РФ по развитию гражданского общества и правам человека.
Активный участник общественной и политической жизни России. Сокоординатор Либеральной платформы политической партии «Единая Россия», член наблюдательного совета — председатель экспертного совета Агентства стратегических инициатив по продвижению новых проектов. Член центрального штаба — руководитель рабочей группы «Качество повседневной жизни» Общероссийского народного фронта, член межведомственной рабочей группы по вопросам жилищно-коммунального хозяйства правительства России, директор Института общественного проектирования.
За оправдывание вторжения России на Украину, распространение дезинформации и пропаганды находится под санкциями всех стран Евросоюза, Швейцарии и Украины.

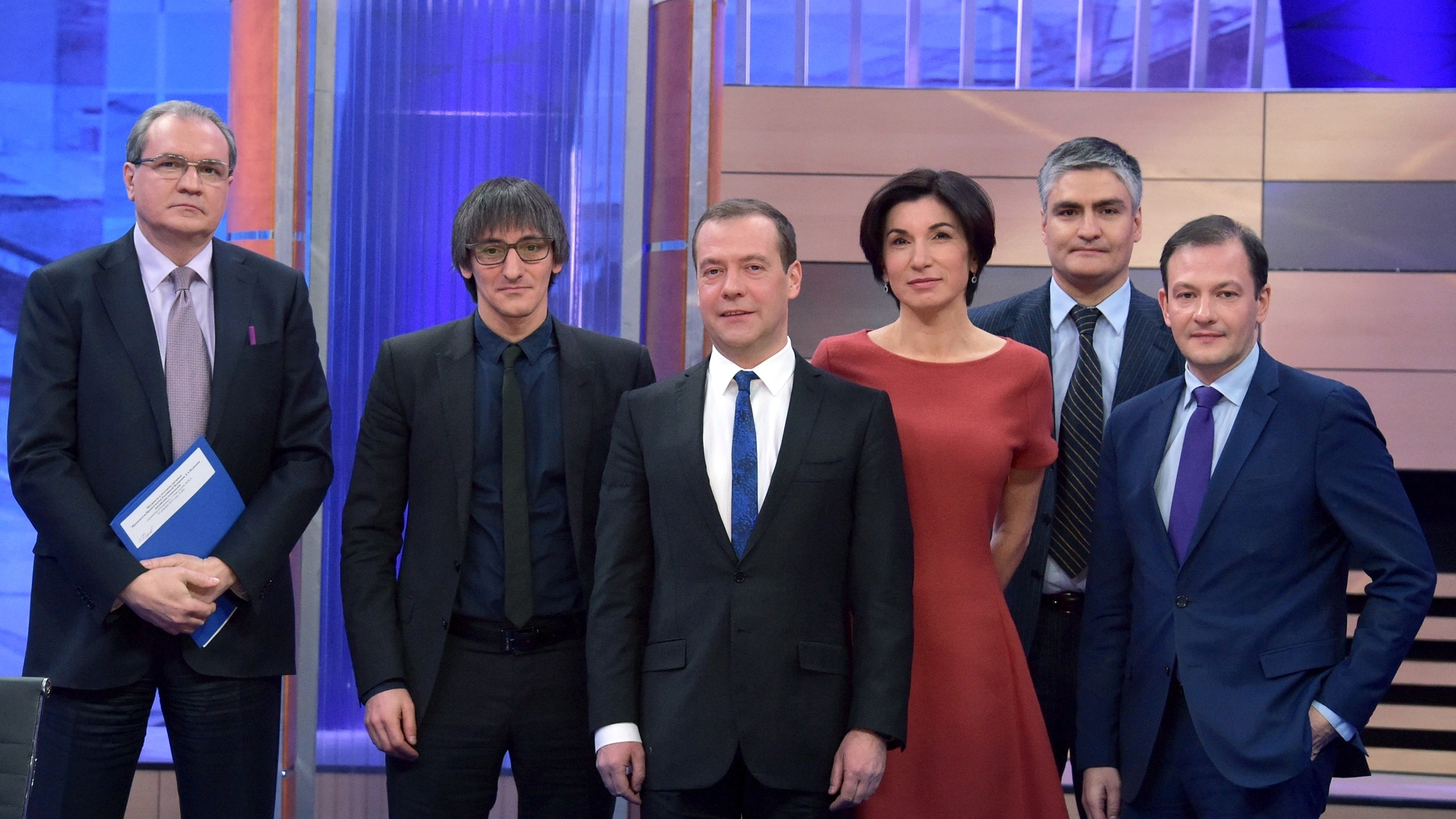
Валерий Фадеев (первый слева) на ежегодном «Разговоре с Дмитрием Медведевым» 15 декабря 2016 года

## Ранняя жизнь и начало карьеры
Валерий Фадеев родился 10 октября 1960 года в Ташкенте, Узбекская ССР.
В 1983 году окончил факультет управления и прикладной математики Московского физико-технического института (МФТИ).
С 1983 по 1984 годы работал в Центральном конструкторском бюро «Алмаз».
С 1984 по 1986 проходил действительную воинскую службу в ракетных войсках стратегического назначения СССР (РВСН).
В 1988—1990 годах работал в Институте энергетических исследований Академии наук СССР. В 1990—1992 годах являлся старшим научным сотрудником Института проблем рынка АН СССР.
В 1993—1995 годах был заместителем Евгения Ясина, директора Экспертного института Российского союза промышленников и предпринимателей (РСПП).

## Деятельность

### Работа в прессе
В 1992—1995 годах работал экспертом, научным редактором журнала «Коммерсантъ-Weekly» издательского дома «Коммерсантъ».
В 1995—1998 годах — научный редактор, первый заместитель главного редактора еженедельного аналитического журнала «Эксперт».
С 18 февраля 1998 года — первый заместитель главного редактора газеты «Известия».
С ноября 1998 по лето 2017 года — главный редактор журнала «Эксперт». Также — акционер (12,9 %) и генеральный директор медиахолдинга «Эксперт». Иван Давыдов, бывший директор по развитию интернет-проектов журнала «Эксперт», описал Фадеева как «по-своему трагическую фигуру, которая показывает, во что сотрудничество с властью может превратить умного и талантливого человека», а также добавил: «Думаю, финансовые проблемы здесь сыграли роль». Другой бывший сотрудник «Эксперта» вспоминал, что Фадеев «всё время рефлексировал, пытался объяснить себе поступки власти».
С июля 2006 года был генеральным директором, совладельцем ЗАО "Медиахолдинг «Эксперт»", создатель телеканала «Эксперт-ТВ».
С 7 октября 2014 по 28 июня 2016 года вёл на «Первом канале» общественно-политическое ток-шоу «Структура момента».

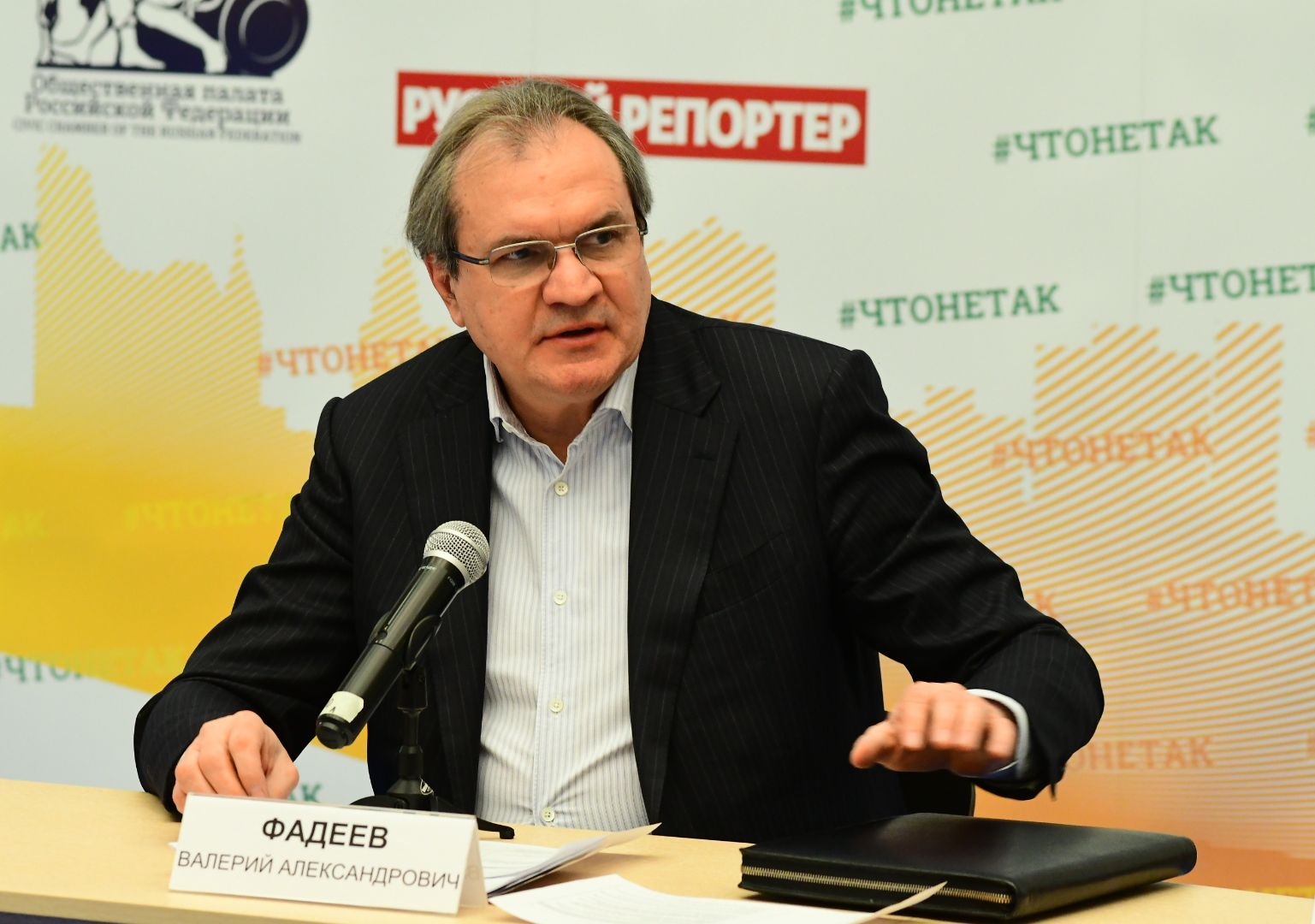
Валерий Фадеев 28 февраля 2018 года на круглом столе #ЧТОНЕТАК в Нижнем Новгороде, проведённом Общественной палатой РФ

С 4 сентября 2016 по 10 июня 2018 года — ведущий воскресного выпуска телепрограммы «Время» на «Первом канале».
15 декабря 2016 и 30 ноября 2017 года принял участие в ежегодной программе «Разговор с Дмитрием Медведевым» как ведущий «Первого канала».
В сентябре 2018 года Фадеев ушёл с «Первого канала» по причине загруженности на работе в Общественной палате РФ. Сам же он воспринимал свою работу на телевидении как подработку.

### Общественно-политическая деятельность
В 2001 году стал главой Гильдии деловой журналистики «Медиасоюза» — общероссийской организации работников СМИ. В октябре 2008 года сменил Александра Любимова на посту президента «Медиасоюза».
В 2001 году стал соучредителем, в 2001—2004 годах сопредседателем Общероссийской общественной организации «Деловая Россия», впоследствии — член совета старейшин этой организации.
Член Общественной палаты Российской Федерации первого (2006—2008), второго (2008—2010), третьего (2010—2012) и четвёртого (2012—2014) состава. В марте 2017 года стал членом Общественной палаты по президентской квоте. Был секретарём Общественной палаты России шестого состава с 19 июня 2017 по 21 октября 2019 года. Входил в число разработчиков закона «Об Общественной палате Российской Федерации».
С 2004 по 2018 год — директор Института общественного проектирования.
Сопредседатель Единого экспертного совета конкурса Международного открытого грантового конкурса «Православная инициатива». Член попечительского совета благотворительного фонда Олега Дерипаски «Вольное дело». С 20 октября 2011 года был членом наблюдательного совета — председатель экспертного совета Агентства стратегических инициатив по продвижению новых проектов.
С 2011 года — член центрального штаба Общероссийского народного фронта и руководитель его рабочей группы «Качество повседневной жизни». Является членом Высшего совета и заместителем координатора Либеральной платформы партии «Единая Россия».
6 февраля 2012 года был официально зарегистрирован как доверенное лицо кандидата в президенты РФ и действующего председателя Правительства Российской Федерации Владимира Путина.
С 20 мая 2015 года — член межведомственной группы по вопросам жилищно-коммунального хозяйства Правительства России, созданной распоряжением председателя Правительства Российской Федерации Дмитрия Медведева и руководимой заместителем председателя правительства Российской Федерации Дмитрием Козаком.
Принимал участие в предварительном голосовании «Единой России» 2016 года, выдвинул свою кандидатуру в Республике Коми, но проиграл.
В июне 2017 года на первом пленарном заседании Общественной палаты VI созыва избран секретарем Общественной палаты России. В своем интервью журналу «Русский репортёр» после избрания секретарем Общественной палаты Валерий Фадеев пояснил, что активисты, которые борются с властью — это «не наши партнёры». Журналист издания поинтересовался причиной такой позиции, на что Фадеев ответил: «Не надо путать активизм с провокацией».
21 октября 2019 года назначен советником президента РФ и председателем Совета при президенте РФ по развитию гражданского общества и правам человека. В ноябре того же года вышел из высшего совета партии «Единая Россия», объяснив это большим объёмом работы в СПЧ.
Во время всероссийских протестов 23 января 2021 года заявил, что не видит нарушений в жёстких задержаниях на акциях протеста.
В ходе частичной мобилизации написал письмо министру обороны РФ Сергею Шойгу с просьбой «срочно» изменить подход к частичной мобилизации. Он рассказал о формальном подходе военкоматов к процессу призыва в первые дни, из-за чего среди призывников оказались, например, люди без военно-учетной специальности и боевого опыта, и в то же время раскритиковал решение «сразу выгородить всех айтишников» и призвал сузить круг IT-специалистов с «бронями» от частичной мобилизации.

#### Общественно-политические взгляды
В 2012 году Фадеев заявил, что акции протеста способствуют развитию гражданского общества и являются «абсолютно естественной составной частью любой демократии», а также добавил: «Важно, чтобы такие протесты проходили в рамках закона и не вели к дестабилизации». В том же году Фадеев заявил, что без политики по национализации элит нельзя бороться с коррупцией.
В 2024 году выступил в поддержку запрета ношения никаба и запрета принимать детей на обучение в школы не знающих русский язык.
3 декабря 2024 года в интервью РБК Валерий Фадеев высказался за перенос Соловецкого каменя — памятника жертв политических репрессий к Стене скорби, заявив, что Соловецкий камень является постоянным напоминанием работающим на Лубянской площади сотрудникам ФСБ о истории репрессий и что это их оскорбляет. В том же интервью Фадеев назвал Последний адрес плохим проектом и поддержал тех, кто срывает таблички Последнего адреса - потому что табличек много, и это напоминает "о том ужасе, который был в 1937 году". Впоследствии в интервью Бизнес FM Валерий Фадеев отрицал предложение переносить Соловецкий камень с Лубянки.

## Личная жизнь
Жена — Татьяна Игоревна Гурова (род. 16 апреля 1963), акционер медиахолдинга «Эксперт» и главный редактор журнала «Эксперт». Есть дочь.

## Критика
«Радио Свобода» критиковало назначение Фадеева главой Совета по правам человека, называя его «прокремлёвским». Политолог Евгений Минченко при этом отмечал его «провластность», а Алексей Навальный указывал на то, что Фадеев состоит в «Единой России».

## Высказывания
15 апреля 2022 года на вопрос «Почему в России до сих пор не заблокирован YouTube?», глава СПЧ изложил свое мнение: 

С одной стороны, YouTube, конечно, — инструмент по распространению фейков и ложной информации об операции на Украине. С другой стороны, если заблокировать YouTube, тогда мы потеряем инструмент для распространения той информации, которую мы считаем нужной, правдивой информацией. И это непростая история. Хочется YouTube заблокировать, но как тогда продвигать свое понимание, свою трактовку, свою правду? У меня здесь нет однозначного ответа
7 октября 2022 года в ответ на награждение общества «Мемориал» вместе с украинскими и белорусскими правозащитниками Нобелевской премией мира посоветовал «Мемориалу» «отказаться от этой премии, чтобы сохранить о себе хотя бы частицы доброй памяти».

В 2023 году предложил закрыть Википедию: 
По моему мнению, Википедию надо закрыть. Во многом она удобна, но там много искажений, когда речь идёт о политике, истории. Надо как можно быстрее создать ей альтернативу и закрыть Википедию. Это идеологический, политизированный продукт
В этом же, 2023 году, призвал «подправить идеологию» Ельцин-центра:
Ельцин Центр — это пожестче, чем краткий курс истории ВКП (б). Особенно мультфильм в начале, где вся история России показана как тысяча лет рабства, и тут появляется правитель, весь в белом, и дарует, наконец, свободу… Все остальные правители там представлены дурными
30 октября 2024 г. после возложения цветов к мемориалу жертвам политических репрессий в Москве заявил, что в России сейчас нет политических репрессий:  То, что мы видим сейчас, — да, у нас непростая, жесткая ситуация, мы войну с Западом ведем. И какие-то минимальные ограничения к тем, кто фактически выступает на стороне врага, — это не репрессии, это минимальные санитарные меры.

## Санкции
25 февраля 2023 года, на фоне вторжения России на Украину, включён в санкционный список Евросоюза за действия, которые подрывают суверенитет и независимости Украины:

С самого начала агрессивной войны России против Украины он оправдывал вторжение России и распространял российскую военную дезинформацию и пропаганду об этой войне. Он поддержал незаконную аннексию Крыма и Севастополя Российской Федерацией в 2014 году и незаконные референдумы на временно оккупированных территориях Украины в 2022 году.— «Официальный журнал Европейского союза», Брюссель, 28 февраля 2022 года
Ранее, 24 июня 2021 года, был включён в санкционный список Украины так как «оправдывал вторжение России и распространял российскую военную дезинформацию и пропаганду о войне. Поддерживал незаконную аннексию Крыма и Севастополя». По аналогичным основаниям, 2 марта 2023 года попал под санкции Швейцарии.

## Награды
- Медаль ордена «За заслуги перед Отечеством» II степени (23 апреля 2008 года) — за информационное обеспечение и активную общественную деятельность по развитию гражданского общества в Российской Федерации[53].
- Почётная грамота Президента Российской Федерации (14 октября 2010 года) — за заслуги в развитии отечественных средств массовой информации и активную общественную деятельность[54].
- Почётный знак «За заслуги в развитии печати и информации» (16 апреля 2015 года, Межпарламентская ассамблея СНГ) — за значительный вклад в формирование и развитие общего информационного пространства государств — участников Содружества Независимых Государств, реализацию идей сотрудничества в сфере печати и информации[55].